# Medalha de Mérito Aeronáutico
A Medalha de Mérito Aeronáutico é uma medalha militar portuguesa, criada a 11 de Outubro de 1985, que se destina a galardoar os militares e civis, nacionais ou estrangeiros, que, no âmbito técnico-profissional, revelem elevada competência, extraordinário desempenho e relevantes qualidades pessoais, contribuindo significativamente para a eficiência, prestígio e cumprimento da missão da Força Aérea Portuguesa.
É uma das primeiras três medalhas privativas, uma por cada Ramo das Forças Armadas, criadas em 1985, e que precederam a Medalha da Cruz de São Jorge, do Estado-Maior-General das Forças Armadas, criada em 2000, e a Medalha da Defesa Nacional, do Ministério da Defesa Nacional, criada em 2002.

## Classes
O seguinte critério de atribuição aplica-se à concessão da medalha:
- 1.ª Classe (MPMA) - oficial general e coronel
- 2.ª Classe (MSMA) - tenente-coronel e major
- 3.ª Classe (MTMA) - outros oficiais e sargento-mor
- 4.ª Classe (MQMA) - outros sargentos e praças